# Dialer
En dialer er elektronisk udstyr eller et computerprogram, som kan ringe op via en telefonlinje. Dialeren kan både formidle tale- og dataopkald, herunder telefax og forbindelse til internettet.
Ordet er en engelsk substantivering af verbet [to] dial, som betyder at ringe op.

## Dialer til taleopkald
En dialer til taleopkald kaldes også en autodialer. Der kan både være tale om, at dialeren ringer op for at aflevere en indspillet besked, eller den kan være et hjælperedskab for eksempelvis en telemarketingmedarbejder eller en receptionist, som foretager mange opkald i løbet af en arbejdsdag.
Mange alarmsystemer benytter en dialer, som automatisk ringer til et eller flere forudbestemte telefonnumre for at slå alarm i tilfælde af eksempelvis indbrud eller brand.

## Internetdialer
Ved internettets kommercielle gennembrud i 1990'erne var det mest almindeligt at forbinde sig til nettet via et modem og en almindelig telefonlinje. De fleste operativsystemer indeholder standardfunktionalitet, som muliggør opkaldet, men for nemheds skyld vælger mange internetudbydere at levere en tilpasset dialer, hvor eksempelvis opkaldsnummeret allerede er registreret.
Sædvanligvis etableres forbindelsen til internetudbyderen via Point-to-Point-Protocol (PPP).

## Telesvindel
I takt med internettets udbredelse er svindel med dialere steget i omfang. Kort fortalt bliver offerets opkaldsindstillinger ændret, så computeren i stedet for at forbinde sig til den sædvanlige internetudbyder ringer op via en langt dyrere telefonforbindelse, ofte i udlandet. Prisforskellen kan være gigantisk, og der er eksempler på, at telefonkunder har fået regninger på adskillige tusinde kroner efter at have surfet på nettet til 1000 kroner i timen.
Nogle dialere ringer til indenlandske numre, hvorfra opkaldsnummeret registreres. Ud fra telefonnummeret finder indholdsudbyderen frem til navn og adresse på telefonnummerets ejermand og sender en regning. Metodens lovlighed er omstridt, og adskillige klager er afgjort til fordel for forbrugeren.
Det er omstridt, hvordan den "fremmede" dialer bliver installeret og aktiveret på offerets computer (se også nedenstående afsnit om kritik af teleselskaber).
Det er under visse omstændigheder teknisk muligt, at en dialer uden brugerens vidende:
- automatisk installeres
- efterfølgende automatisk ændrer offerets opkaldsindstillinger

I klagesager er det i særlig grad et stridsspørgsmål, om brugeren har været eller burde være vidende om, hvad der er foregået – altså, om brugeren i juridisk forstand har handlet culpøst og derfor er forpligtet til at betale regningen.
Eksempelvis er det ikke ualmindeligt, at et besøg på en hjemmeside med pornografisk indhold kan medføre, at en dialer automatisk bliver downloadet på den besøgendes computer. Det sker ofte ved at udnytte sikkerhedshuller i browseren eller ved at udnytte uhensigtsmæssige sikkerhedsindstillinger.
Imidlertid har udbyderen af den højt takserede pornotjeneste en klar juridisk interesse i, at brugeren godkender de ændrede opkaldsindstillinger. Det er nemlig lovligt at bondefange brugeren til at foretage dyre opkald, hvorimod det ville være ulovligt bedrageri, hvis brugerens opkald blev omdirigeret uden brugerens vidende.

## Kritik af teleselskaber
Teleselskaberne har været udsat for hård kritik for deres rolle i forbindelse med telesvindel. 
Især er det faldet mange for brystet, at selskaberne har en fortjeneste på formidling af dyre udlandsopkald. En typisk avance ligger på 10-30 procent, men fortjenesten har næppe kunnet overstige tabet i forbindelse med udgifter til behandling af kundeklager, restanceinddrivelse, retssager og massivt tab af goodwill.
I Danmark har kritikken især ramt teleselskabet TDC, som på grund af sin høje markedsandel har haft flest kundeklager.
Efter længere tids påvirkning fra forbrugerorganisationer, politikere og pressen valgte TDC 15. august 2002 at indføre en generel spærring for opkald til visse lande.
Spærringen var den foreløbige kulmination på voldsom kritik af TDC i kølvandet på en klage fra en kunde, som to år tidligere var blevet afkrævet lidt under 32.000 kroner for opkald til Atlanterhavsøen Sankt Helena ud for Afrikas kyst.
Kunden hævdede, at en dialer automatisk var blevet installeret på den computer, som hendes søn intetanende havde benyttet til at surfe på internettet, mens moderen var bortrejst.
TDC fastslog ved analyse af opkaldene, at computeren havde været forbundet til en server på Skt. Helena, hvorfra der blev udbudt porno. TDC hævdede, at den pågældende dialer var forsynet med en kundeaftale (en såkaldt "disclaimer"), som kundens søn måtte have accepteret for at få adgang til det erotiske indhold, og at kunden derfor var forpligtet til at betale regningen.
Det mente imidlertid hverken byretten eller Vestre Landsret, som 14. maj 2003 efter TDC's anke endeligt afgjorde Arkiveret 7. juni 2007 hos  Wayback Machine, at kunden ikke skulle betale regningen. Af dommen fremgik det bl.a., at TDC på tidspunktet for opkaldene ikke havde anstrengt sig nok for at advare kunderne om risikoen for høje telefonregninger i forbindelse med dialere.